# Чемпионат Хорватии по фигурному катанию
Чемпионат Хорватии по фигурному катанию (хорв. Prvenstvo Hrvatske u umjetničkom klizanju) — ежегодное соревнование по фигурному катанию среди хорватских фигуристов. Спортсмены соревнуются в мужском и женском одиночном катании, в спортивных танцах на льду и синхронном катании. Организатором турнира является Хорватский союз конькобежцев (хорв. Hrvatski klizački savez). Чемпионат проходит одновременно и среди взрослых и среди юниоров.
Соревнования в танцах на льду среди взрослых дуэтов в последние годы не проводятся ввиду отсутствия участников. Парное фигурное катание в стране не развито совсем.

## Медалисты

### Мужчины
| Медалисты в мужском одиночном катании | Медалисты в мужском одиночном катании | Медалисты в мужском одиночном катании | Медалисты в мужском одиночном катании | Медалисты в мужском одиночном катании |                           |
| ------------------------------------- | ------------------------------------- | ------------------------------------- | ------------------------------------- | ------------------------------------- | ------------------------- |
| Год                                   | Место проведения                      | Золото                                | Серебро                               | Бронза                                |                           |
| 1999                                  |                                       | Карло Пожгайчич                       |                                       |                                       |                           |
| 2000                                  |                                       | Карло Пожгайчич                       |                                       |                                       |                           |
| 2001                                  |                                       | Карло Пожгайчич                       | Мицхаэл Бахориц                       | Не было других участников             |                           |
| 2002                                  |                                       | Томислав Бишчан                       |                                       | Карло Пожгайчич                       |                           |
| 2003                                  |                                       | Томислав Бишчан                       | Йосип Глухак                          | Борис Мартинец                        |                           |
| 2004                                  |                                       | Борис Мартинец                        | Йосип Глухак                          | Томислав Бишчан                       |                           |
| 2005                                  |                                       | Борис Мартинец                        | Йосип Глухак                          | Томислав Бишчан                       |                           |
| 2006                                  | Чемпионат не проводился               | Чемпионат не проводился               | Чемпионат не проводился               | Чемпионат не проводился               |                           |
| 2007                                  | Загреб                                | Борис Мартинец                        | Йосип Глухак                          | Не было других участников             |                           |
| 2008                                  | Загреб                                | Борис Мартинец                        | Йосип Глухак                          | Ивор Миколцевиц                       |                           |
| 2009                                  | Загреб                                | Борис Мартинец                        | Йосип Глухак                          | Не было других участников             |                           |
| 2010                                  | Загреб                                | Борис Мартинец                        | Не было других участников             | Не было других участников             |                           |
| 2011                                  | Загреб                                | Борис Мартинец                        | Не было других участников             | Не было других участников             |                           |
| 2012                                  | Загреб                                | Йосип Глухак                          | Не было других участников             | Не было других участников             |                           |
| 2013                                  | Загреб                                | Йосип Глухак                          | Не было других участников             | Не было других участников             |                           |
| 2014                                  | Загреб                                | Йосип Глухак                          | Не было других участников             | Не было других участников             |                           |
| 2015                                  | Загреб                                | Йосип Глухак                          | Стефан-Спенсер Бакер                  | Не было других участников             | Не было других участников |
| 2016                                  | Загреб                                | Стефан Спенсер-Бакер                  | Не было других участников             | Не было других участников             |                           |

### Женщины
| Медалисты в женском одиночнм катании | Медалисты в женском одиночнм катании | Медалисты в женском одиночнм катании | Медалисты в женском одиночнм катании | Медалисты в женском одиночнм катании |
| ------------------------------------ | ------------------------------------ | ------------------------------------ | ------------------------------------ | ------------------------------------ |
| Год                                  | Место проведения                     | Золото                               | Серебро                              | Бронза                               |
| 1999                                 |                                      |                                      |                                      | Идора Хегел                          |
| 2000                                 |                                      | Идора Хегел                          |                                      |                                      |
| 2001                                 |                                      | Идора Хегел                          | Инес Павлековиц                      | Желька Кризманич                     |
| 2002                                 |                                      | Идора Хегел                          | Инес Павлековиц                      | Желька Кризманич                     |
| 2003                                 |                                      | Идора Хегел                          | Желька Кризманич                     | Дора Страбиц                         |
| 2004                                 |                                      | Идора Хегел                          | Желька Кризманич                     | Хелена Позоевиц                      |
| 2005                                 |                                      | Идора Хегел                          | Мария Диканович                      | Желька Кризманич                     |
| 2006                                 | Чемпионат не проводился              | Чемпионат не проводился              | Чемпионат не проводился              | Чемпионат не проводился              |
| 2007                                 | Загреб                               | Идора Хегел                          | Желька Кризманич                     | Не было других участников            |
| 2008                                 | Загреб                               | Мирна Либрич                         | Мария Диканович                      | Франка Вугеч                         |
| 2009                                 | Загреб                               | Мирна Либрич                         | Мария Диканович                      | Франка Вугеч                         |
| 2010                                 | Загреб                               | Мирна Либрич                         | Франка Вугеч                         | Мария Диканович                      |
| 2011                                 | Загреб                               | Мирна Либрич                         | Франка Вугеч                         | Матея Бурсиц                         |
| 2012                                 | Загреб                               | Мирна Либрич                         | Ника Зафран                          | Петра Юрич                           |
| 2013                                 | Загреб                               | Мирна Либрич                         | Ника Зафран                          | Петра Юрич                           |
| 2014                                 | Загреб                               | Мирна Либрич                         | Петра Юрич                           | Матея Бурсиц                         |
| 2015                                 | Загреб                               | Мирна Либрич                         | Матея Бурсиц                         | Эмма Липовчак                        |
| 2016                                 | Загреб                               | Тена Чопор                           | Кристина-Лилиан Бакер                | Валентина Микац                      |
| 2017                                 | Загреб                               | Тена Чопор                           | Михаэла Штимац-Ройтинич              | Клаудия Кризманич                    |
| 2018                                 | Загреб                               | Патриция Скопанчич                   | Катарина Китарович                   | Михаэла Штимац-Ройтинич              |
| 2019                                 | Загреб                               | Хана Цвиянович                       | Патриция Скопанчич                   | Михаэла Штимац-Ройтинич              |
| 2020                                 | Загреб                               | Хана Цвиянович                       | Патриция Скопанчич                   | Михаэла Штимац-Ройтинич              |

### Танцы на льду
| Медалисты в танцах на льду | Медалисты в танцах на льду | Медалисты в танцах на льду    | Медалисты в танцах на льду | Медалисты в танцах на льду |
| -------------------------- | -------------------------- | ----------------------------- | -------------------------- | -------------------------- |
| Год                        | Место проведения           | Золото                        | Серебро                    | Бронза                     |
| 1999                       |                            |                               |                            |                            |
| 2000                       |                            |                               |                            |                            |
| 2001                       |                            | Камилла Сзолноки / Деян Иллес | Не было других участников  | Не было других участников  |
| 2002—2005                  |                            | Не было участников            | Не было участников         | Не было участников         |
| 2006                       | Чемпионат не проводился    | Чемпионат не проводился       | Чемпионат не проводился    | Чемпионат не проводился    |
| 2007—2016                  |                            | Не было участников            | Не было участников         | Не было участников         |

### Синхроное катание
| Команды-медалисты в синхронном катании | Команды-медалисты в синхронном катании | Команды-медалисты в синхронном катании          | Команды-медалисты в синхронном катании | Команды-медалисты в синхронном катании |
| -------------------------------------- | -------------------------------------- | ----------------------------------------------- | -------------------------------------- | -------------------------------------- |
| Год                                    | Место проведения                       | Золото                                          | Серебро                                | Бронза                                 |
| 1999                                   |                                        |                                                 |                                        |                                        |
| 2000                                   |                                        |                                                 |                                        |                                        |
| 2001                                   |                                        | Zagrebačke pahuljice (рус. Загребские снежинки) | Не было других участников              | Не было других участников              |
| 2002                                   |                                        |                                                 |                                        |                                        |
| 2003                                   |                                        | Zagrebačke pahuljice (рус. Загребские снежинки) | Не было других участников              | Не было других участников              |
| 2004                                   |                                        | Zagrebačke pahuljice (рус. Загребские снежинки) | Не было других участников              | Не было других участников              |
| 2005                                   |                                        | Zagrebačke pahuljice (рус. Загребские снежинки) | Не было других участников              | Не было других участников              |
| 2006                                   | Чемпионат не проводился                | Чемпионат не проводился                         | Чемпионат не проводился                | Чемпионат не проводился                |
| 2007                                   |                                        |                                                 |                                        |                                        |
| 2008                                   |                                        | Zagrebačke pahuljice (рус. Загребские снежинки) | Не было других участников              | Не было других участников              |
| 2009                                   | Загреб                                 |                                                 |                                        |                                        |
| 2010                                   | Загреб                                 | Zagrebačke pahuljice (рус. Загребские снежинки) | Не было других участников              | Не было других участников              |
| 2011                                   | Загреб                                 | Zagrebačke pahuljice (рус. Загребские снежинки) | Не было других участников              | Не было других участников              |
| 2012                                   |                                        | Zagrebačke pahuljice (рус. Загребские снежинки) | Не было других участников              | Не было других участников              |